# 宇文普撥
宇文 普撥（うぶん ふはつ、拼音：Yǔwén Pŭbō、生没年不詳）は、鮮卑宇文部の大人。宇文莫槐の弟。宇文丘不勤の父。

## 生涯
元康3年（293年）、宇文莫槐が部族の民に殺害されると、その位を継いだ。
宇文普撥が没すると、子の宇文丘不勤が継いだ。没年は不明。